# Le Poids de l'amour
Le Poids de l'amour (The Burden) est un roman de Mary Westmacott, pseudonyme d'Agatha Christie, publié le 12 novembre 1956 au Royaume-Uni. En France, il est publié en 1957 chez Robert Laffont.
C'est le dernier des six romans d'Agatha Christie publiés sous le pseudonyme de Mary Westmacott.

## Commentaires
Le titre original anglais The Burden est tiré de l'Évangile selon Matthieu, chapitre 11, verset 30 : « For my yoke is easy, and my burden is light » (« Oui, mon joug est facile à porter, et mon fardeau, léger »).

## Éditions
- (en) The Burden, Londres, William Heinemann Ltd, 1956
- (en) The Burden, New York, Dell Books, 1963
- Le Poids de l'amour  (trad. Henriette de Sarbois), Paris, Éditions Robert Laffont, coll. « Pavillons », 1957, 287 p. (BNF 31945418)
- Le Poids de l'amour : roman  (trad. de l'anglais par Henriette de Sarbois), Paris, Éditions du Masque, 1981, 232 p. (ISBN 2-7024-1256-4, BNF 34661539)